# Лісниковка
Ліснико́вка (рос. Лесниковка) — присілок у складі Катайського району Курганської області, Росія. Входить до складу Шутинської сільської ради.
Населення — 5 осіб (2010, 12 у 2002).
Національний склад станом на 2002 рік: росіяни — 100 %.